# Xã Reilly, Quận Nemaha, Kansas
Xã Reilly (tiếng Anh: Reilly Township) là một xã thuộc quận Nemaha, tiểu bang Kansas, Hoa Kỳ. Năm 2010, dân số của xã này là 106 người.